# Billar español
Es un tipo de juego de Billar que se creó en el siglo XVIII en España y también recibe el nombre de Spanish Pool o Chapulín de carambolas.
Es uno de los juegos más famosos e importantes, cobrando mucha importancia en el Reino Unido, Irlanda, España, Bélgica, Andorra, Holanda y Canadá.

## Desarrollo de Juego
1. La mesa se divide en dos bandas. Los tres agujeros rojos pertenecen a una banda y los tres agujeros blancos a la otra banda (en caso de que la mesa posea bandas del mismo color, serán los tres de la banda derecha y los tres de la banda izquierda según el punto de salida).
2. El juego comprende 15 bolas numeradas y una bola blanca cuyo valor es de 10 puntos (en el caso de que en un partido haya un empate a 65 puntos, la bola blanca tendrá un valor de 11 puntos para marcar la diferencia).
3. La suma de las bolas numeradas y la bola blanca es de 130 puntos, por lo tanto, ganará la partida el jugador que primero consiga llegar a 66 o más puntos.
4. Si un jugador introduce bola en la banda contraria, o no introduce ninguna bola en ningún agujero perderá su turno.
5. La última bola que quede sobre la mesa será de la banda en la que se introdujo la penúltima bola.
6. En el caso de que queden tres bolas sobre la mesa, y al tirar el jugador introduzca dos bolas, una a cada banda y habiendo dudas de qué bola entró primero, la bola que quede en mesa no se contará.
7. En caso de que una o más bolas salten fuera de la mesa serán para el contrario y se pierde la tirada. (Se considera que dichas bolas entraron directamente en un hueco del contrario.) No es falta.
8. Si una bola salta fuera del plano de la mesa, pero cae en un agujero se dará por válida la jugada, pero si la bola queda parada sobre la banda se considerará que ha saltado fuera de la mesa.
9. Si una bola queda colgando en el hueco y el otro jugador llega a tirar metiendo bola, pero la primera cae, se considerará que ha metido ambas bolas en esa tirada.
10. Cuando la bola de taco cae en un agujero, se reemplazará por la bola de menor puntuación de las que estén en juego en ese momento.

## Faltas
Es falta cuando:
Si metes la bola blanca son dos tiros para el contrario. 
- Un jugador no hace bola (tirará el contrario dos veces).
- Si por lo menos, en el momento de tirar, no hay un pie haciendo contacto sobre el suelo (aunque sea con la punta) (tirará el contrario dos veces).
- Si un jugador comete carro (tirará el contrario dos veces). Carro se considera llegar a empujar las bolas que estén cerca con el taco.
- Si golpea accidentalmente la bola de tiro o cualquier otra bola con la viola, el taco, la camisa, etc. (tirará el contrario dos veces).
- Si un jugador comete falta, antes o después de tirar, e introduce bola en la banda contraria, el contrario se anotará los tantos de la bola y tirará dos veces por la falta cometida.
- Si un jugador comete falta antes o después de tirar e introduce una bola en su banda, el jugador contrario elige:
  - Tirar una vez y se anotará los tantos de la bola introducida en ese momento.
  - O tirar dos veces, y los tantos de la bola introducida serán para el contrario.
- Si un jugador se equivoca de bola de taco e introduce bola en su banda, el jugador contrario elige:
  - Tirar una vez y se anotará los tantos de la bola introducida en ese momento.
  - O tirar dos veces, y los tantos de la bola introducida serán para el contrario.
  - Volviéndose a tirar con la bola de numeración más pequeña (bola de taco).
- Si un jugador estropea la partida por cualquier causa, o pensando que la partida está perdida sin estarlo, se le considera partida perdida. Pero si la da por perdida según el marcador y se dan cuenta antes de estropearla se seguirá jugando. Estando el marcador a la vista, las equivocaciones que estén reflejadas en el mismo serán responsabilidad de los dos equipos.
- Un jugador no comete falta si, accidentalmente, hace una “pifia” provocando que la bola se eleve sobre la superficie de la mesa.
- Si un jugador antes o después de golpear la bola de tiro hace contacto accidentalmente (por medio de cualquier elemento del juego) con otra bola, se considera falta, y todas las faltas son penalizadas con dos tiros.
- Si un jugador hace falta, el contrario tirará 2 veces. En caso de que este último en su primer tiro también hiciera falta, el primer jugador solo podrá tirar una vez, pero si la falta es en su segunda tirada el primer jugador tirará dos veces.
- Hacer saltar la bola de tiro “intencionadamente” se considera caballito, por lo tanto es falta y tirará el contrario dos veces.
- Mientras la bola no traspase el punto de salida, se podrá tocar con el taco o la mano sin cometer falta. Lo mismo se aplica al sacar si se roza la bola accidentalmente siempre que no traspase la línea de tiro no es falta
- Cualquier falta que sea intencionada será partida perdida.
- Las faltas se deben cantar en voz alta para que se entere el jugador y equipo contrario pero nunca faltando el respeto.

- Datos: Q5728609